# Backdraft 2
Série
Backdraft
(1991)
Pour plus de détails, voir Fiche technique et Distribution.
Backdraft 2 ou Pompiers en alerte 2 au Québec (Backdraft II) est un film d'action américain réalisé par Gonzalo López-Gallego et sorti directement en vidéo en 2019. Il s'agit de la suite du film Backdraft de Ron Howard, sorti en 1991.

## Synopsis
Fils du lieutenant Stephen « Bull » McCaffrey (décédé lors d'une opération de sauvetage lors d'un incendie à l'usine de produits chimiques dans le premier film Backdraft), Sean est devenu pompier du Chicago Fire Department, comme son père Stephen. À la caserne 17 de Chicago, il officie sous les ordres de son oncle Brian, qu'il tient comme responsable de sa mort. Avec sa partenaire Maggie, il est chargé d'enquêter sur une série d'incendies criminels. Ils découvrent que cela pourrait cacher un plus vaste plan de terroristes pyromanes internationaux.

## Fiche technique
- Titre original : Backdraft II
- Titre français : Backdraft 2
- Titre québécois : Pompiers en alerte 2
- Réalisation : Gonzalo López-Gallego
- Scénario : Gregory Widen
- Musique : Randy Edelman
- Photographie : José David Montero
- Montage : Gonzalo López-Gallego
- Production : Raffaella de Laurentiis, Ron Howard et Brian Grazer
- Sociétés de production : Imagine Film Entertainment, Title Media et Universal 1440 Entertainment
- Société de distribution : Universal Pictures
- Budget : n/a
- Pays de production :  États-Unis
- Langue originale : anglais
- Format : couleur - 2.00:1
- Genre : action, drame
- Durée : 101 minutes
- Dates de sortie :
  - États-Unis : 14 mai 2019 (vidéo et VOD)
  - France : 24 juillet 2019 (vidéo)

## Distribution
- Joe Anderson (VF : Eilias Changuel) : Sean McCaffrey
- Alisha Bailey (VF : Alice Taurand) : Maggie Rening
- William Baldwin (VF : Serge Faliu) : Brian McCaffrey, chef adjoint de district du Bureau d'enquête sur les incendies criminels
- Donald Sutherland (VF : Michel Paulin) : Ronald Bartel
- Emily Barber : JPR Flak
- Mark Arnold : le chef Soto
- Alastair Mackenzie : le capitaine White
- Patrick Walshe McBride : Dylan
- Ross O'Hennessy : Jack

## Production
En mars 2018, Universal annonce avoir engagé le réalisateur espagnol Gonzalo López-Gallego pour réaliser la suite de Backdraft, le film de Ron Howard sorti en 1991[réf. nécessaire].
William Baldwin et Donald Sutherland reprennent leurs rôles dans cette suite.
Le tournage a lieu au Canada (notamment à Toronto) et en Roumanie.